# Vojislav D. Nikčević
Vojislav D. Nikčević (Kraljevo, 6. travnja 1946. – 1. veljače 2018.) je crnogorski povjesničar.

## Životopis
Rodio se je 6. travnja 1946. u Kraljevu. Školu i Katedru za opću i teoriju književnosti završio je u Beogradu. Specijalist je za srednji vijek i arhajsku antiku. Istraživanjima ovih epoha bavi se od 1975. godine. U više navrata radio u specijalističkim učilištima za istraživanje u inozemstvu, posebice u Francuskoj. 
U časopisima od 1975. objavljivao je kraće oglede i studije. Napisao je predgovore, komentare i rječnike za niz prevedenih djela antičkih i srednjovjekovnih autora (između ostalog - Istorija Seldžuka, Knjiga o dva principa, Spis o nastanku islama, Drevni persijski spisi, Konstantin Porfirogenet: O upravljanju carstvom, Patrijarh Nikifor: Protiv ikonoklasta, Gnostički spisi, itd.), kao i povijesnih istraživanja 20. stoljeća (između ostalog – Žak Zeler: Počeci hrišćanstva na Balkanu, Venecia Kotas: Pozorište u Vizantiji, Kristofer Valter: Ikonografija vaseljenskih sabora u vizantijskoj tradiciji, itd.). Stručni suradnik tijekom pripreme i prevođenja Povijesnog rječnika srednjeg vijeka. Član uredništava izdanja Roman u Crnoj Gori i Književnost Crne Gore XII-XIX vijeka – priredio i opremio svezak Pisci slovenskog srednjeg vijeka. 
Objavio je knjige-studije: Ideološka svijest i estetski kriterijumi - Univerzitetska riječ, Nikšić 1990, Mit i ep - Obod, Cetinje 1995, Njegoš i gnoza - Obod Cetinje 1993, Gnostička kultura u Crnoj Gori - Narodna biblioteka Radosav Ljumović, Podgorica 1999, Književnost Duklje i Prevalitane od III do XIV vijeka - CID Podgorica 2006, Prevalitana i Kraljevstvo Slovena - Dukljanska akademija nauka, Podgorica 2008, Duklja i Prevalitana - Matica crnogorska, Podgorica 2012. Duklja i Evropska Sarmatija - Matica crnogorska, Podgorica 2016, Duklja i Velika Skitija - Matica crnogorska, Podgorica 2017, Romani i Romeji - Crnogorska akademija nauka, Podgorica 2017.
Priredio i opremio uvodnim studijama, komentarima, listama i rječnicima ediciju Monumenta Montenegrina (objavljeno 20 svezaka, od 1999 do 2014, u izdanju Istorijskog instituta Crne Gore - 19 tomova a dvadeseti pod brojem knjiga I tom 4 u izdanju Matice crnogorske) i dvosveščanu zbirku dokumenata Miscellanea Slavorum - Drzavni arhiv Crne Gore - Cetinje.
Drzavna nagrada Trinaestojulska za prvih deset tomova Monumenta Montenegrina - 2002 godine.
Živio je i radio u Baru, Crna Gora.
Izvori za biografiju
izdanja "Ko je ko u Crnoj Gori"
bilješke o autoru
Gnostička kultura u Crnoj Gori
Književnost Duklje i Prevalitane III - XIV vijek
sve knjige u izdanju Matice crnogorske.

## Vanjske poveznice
- Portal Montenegrina
- Matica crnogorska